# Qumızıqaya
Qumızıqaya (ryska: Кемракуч, azerbajdzjanska: Kemraquç, armeniska: Կարմրակուճ, Karmrakuch) är en ort i Azerbajdzjan.   Den ligger i distriktet Xocavənd Rayonu, i den södra delen av landet, 260 km väster om huvudstaden Baku. Qumızıqaya ligger 931 meter över havet och antalet invånare är 125.
Terrängen runt Qumızıqaya är lite bergig. Närmaste större samhälle är Fizuli, 12,6 km nordost om Qumızıqaya. 
Trakten runt Qumızıqaya består i huvudsak av gräsmarker. Runt Qumızıqaya är det ganska glesbefolkat, med 48 invånare per kvadratkilometer.